# Leucinodes
Leucinodes is een geslacht van vlinders van de familie van de grasmotten (Crambidae), uit de onderfamilie van de Spilomelinae. De wetenschappelijke naam en de beschrijving van dit geslacht zijn voor het eerst gepubliceerd in 1854 door Achille Guenée.

## Soorten
- L. africensis Mally, Korycinska, Agassiz, Hall, Hodgetts & Nuss, 2015
- L. bilinealis Snellen, 1899
- L. cordalis (Doubleday, 1843)
- L. diaphana (Hampson, 1891)
- L. erosialis Pagenstecher, 1884
- L. ethiopica Mally, Korycinska, Agassiz, Hall, Hodgetts & Nuss, 2015
- L. grisealis (Kenrick, 1912)
- L. kenyensis Mally, Korycinska, Agassiz, Hall, Hodgetts & Nuss, 2015
- L. labefactalis Swinhoe, 1904
- L. laisalis (Walker, 1859)
- L. malawiensis Mally, Korycinska, Agassiz, Hall, Hodgetts & Nuss, 2015
- L. melanopalis Guenée, 1854
- L. perlucidalis Caradja, 1933
- L. pseudorbonalis Mally, Korycinska, Agassiz, Hall, Hodgetts & Nuss, 2015
- L. raondry (Viette, 1981)
- L. rimavallis Mally, Korycinska, Agassiz, Hall, Hodgetts & Nuss, 2015
- L. sigulalis Guenée, 1854
- L. ugandensis Mally, Korycinska, Agassiz, Hall, Hodgetts & Nuss, 2015
- L. unilinealis Snellen, 1899